# Zabiele (województwo warmińsko-mazurskie)
Zabiele (niem. Sabiellen, w latach 1938–1945 Hellengrund) – wieś w Polsce położona w województwie warmińsko-mazurskim, w powiecie szczycieńskim, w gminie Wielbark.
W latach 1975–1998 miejscowość należała administracyjnie do województwa olsztyńskiego.